# Parade!
『Parade!』（パレード）は、麻生夏子の11枚目のシングル。 2012年10月24日にLantisから発売された。

## 概要
前作『Fighting Growing Diary』から約3か月ぶりに発売された。表題曲はオンラインゲーム「ラグナロクオンライン」による世界大会「RWC2012」の日本代表応援ソング。初回生産分にはラグナロクオンラインゲーム内のアイテムチケット“薔薇の花冠[1]”が封入された。
シングルとしては初めて表題曲がテレビアニメ以外とタイアップされた作品となる。ただし、「CROSS × OVER SENSATION」はOVA『乙女はお姉さまに恋してる〜2人のエルダー〜』のオープニングテーマに起用され、シングル収録の楽曲がアニメとタイアップされたという点では1枚目のシングル『Brand New World』から11作連続となる。
前作同様ミュージック・ビデオが製作され、本作にDVDとして同梱された。

## 収録曲
1. Parade! [4:21]
作詞：松井洋平 作曲・編曲：中土智博
ラグナロクオンライン「RWC2012」日本代表応援ソング
2. CROSS × OVER SENSATION [3:42]
作詞：松井洋平 作曲・編曲：矢鴇つかさ
OVA「乙女はお姉さまに恋してる〜2人のエルダー〜」OPテーマ
3. You're my brightness [4:36]
作詞：こだまさおり 作曲：中土智博 編曲：中土智博・ぺさま

DVD
1. Parade!（MUSIC VIDEO）